# ألبرشت شروتر
ألبرشت شروتر هو سياسي ألماني، ولد في 7 أبريل 1955 في هاله في ألمانيا. نشط حزبياً في الحزب الديمقراطي الاجتماعي الألماني. وقد انتخب اللورد العمدة ينا (2006 – 30 يونيو 2018).